# Brian Shaw (strongman)
Brian Shaw (Fort Lupton, 26 febbraio 1982) è un sollevatore e strongman statunitense, quattro volte vincitore del titolo di World's Strongest Man (2011, 2013, 2015 e 2016).

## Biografia
Vincitore delle edizioni 2009 e 2010 del Strongman Super Series, 2011 del Arnold Strongman Classic e 2º, alle spalle del lituano Zydrunas Savickas, nel World's Strongest Man 2010. Vincitore delle edizioni 2011, 2013, 2015 e 2016 del World's Strongest Man.

## Filmografia
- Kickboxer: Retaliation, regia di Dimitri Logothetis (2018)

## Palmarès

### World's Strongest Man
- Valletta 2009
- Sun City 2010
- North Carolina 2011
- Sanya 2013
- Los Angeles 2014
- Putrajaya 2015
- Kasane 2016
- Gaborone 2017
- Philippines 2018
- California 2021